# Fundació CIM
La Fundació CIM es un Centro Tecnológico de la Universidad Politécnica de Cataluña  ubicado en el Parque Tecnológico de Barcelona.

## Historia
El origen de la Fundació CIM se remonta al Centro CIM creado en 1990. En el año 2005 la Universitat Politècnica de Catalunya (UPC), el Colegio Oficial de Ingenieros Industriales de Cataluña (COEIC) y el Instituto Catalán de Tecnología (ICT) promovieron la creación de la Fundació CIM para dotar el Centro CIM de personalidad jurídica propia sin ánimo de lucro. Las siglas CIM significan Computer Integrated Manufacturing.
En 2015 recibió el "Premi Manel Xifra Boada al grup de recerca aplicada o centre tecnològic".

## Misión
Nació con la misión de «ayudar a las empresas y a los profesionales a incrementar su capacidad tecnológica y de innovación, mediante el desarrollo de proyectos de investigación y de actividades de formación en el ámbito de las Tecnologías de la Producción».
Al mismo tiempo, ofrece servicios tecnológicos al sector industrial y complementa la formación técnica de los profesionales mediante el desarrollo de programas formativos específicos.

## Actividad
La Fundació Privada Centre CIM se vertebra alrededor de tres grandes bloques de actividad
- I+D+i
- Formación
- Servicios Tecnológicos

## Investigación, Desarrollo e Innovación
Las actividades se centran en:
- Nuevos procesos de producción, con proyectos de Fabricación aditiva (Rapid manufacturing) y equipos mecatrónicos: Prototipado Rápido (Rapid Prototyping), impresión 3D,[6][7][8] estereolitografía (SLA) y Sinterizado Selectivo Láser (SLS).
- Producción, mediante proyectos de fabricación automatizada y flexible, mecanizado multieje de alta velocidad y sistemas de sujeción.
- Ingeniería de producto, con proyectos de metodologías de diseño de producto, diseño para la fabricación rápida y diseño para todos.

El proyecto de impresión 3D RepRapBCN se transformó en la empresa BCN3D Technologies.

## Formación
La formación que ofrecen se divide en másteres y posgrados, cursos de formación ocupacional para parados,cursos de formación continua para jóvenes y cursos de formación profesional. Son titulaciones propias reconocidas por la UPC.
| Listado de másteres, posgrados y cursos |
| Área de producto y de proceso - Máster en Diseño e Ingeniería de Desarrollo de Producto - Máster en Ingeniería de Producto y Procesos de Fabricación - Posgrado en Ingeniería de Procesos de Fabricación - Posgrado CAE en Ingeniería Asistida por Ordenador - Posgrado en Diseño de Producto Asistido por Ordenador - Posgrado en Desarrollo de Proyectos de Ingeniería de Productos - Posgrado en Técnico en CAD Avanzado - Posgrado en Infografía y Animación 3D de Proyectos Área de automatización - Máster en Producción Automatizada y Robótica - Posgrado en Tecnologías de Control Industrial y SCADA - Posgrado en Automatización Industrial: Sensores y Accionamientos - Posgrado en Project Management y Tecnología para la Automatización Industrial - Posgrado en Automatización Industrial: PLC y Comunicaciones Industrials Área de gestión - Máster en Dirección de la Producción - Posgrado en Dirección y Liderazgo en la Industria - Posgrado en Producción Integrada en la Cadena de Suministro - Posgrado en Gestión y Optimitzación de Procesos Industriales - Coaching Skills - Posgrado en Comunicación Estratégica para un Liderazgo Efectivo - Posgrado en Técnicas Avanzadas para el Prototipaje Industrial [TPI] - Desarrollo de Proyectos de Fabricación Digital - Administración de Bases de Datos (Certificado de Profesionalidad, nivel 3) - Confección y publicación de páginas web (Certificado de Profesionalidad, nivel 2) - Gestión de la producción en la fabricación mecánica (Certificado de Profesionalidad, nivel 3) - Diseño y modificación de planos 2D y 3D - Diseño de planos y esquemas de automatismos eléctricos - Diseño mecánico, modelado y parametrizado de piezas - 3Ds Max Design - AutoCAD - CATIA v5 - Inventor - Revit - Rhinoceros & Grasshopper - Siemens NX - SketchUp Pro & V-Ray - SolidWorks - Arduino y Raspberry Pi |

## Fabricación
Disponen de las siguientes máquinas:
| Máquina                              | Tipo/Proceso                                                                                     | Área de fabricación                 |
| ------------------------------------ | ------------------------------------------------------------------------------------------------ | ----------------------------------- |
| DECKEL MAHO DMU 50 EVOLUTION         | Fresadora universal CNC                                                                          | Centro de mecanizado CNC            |
| HAAS VF 3ss                          | Centro de mecanizado vertical                                                                    | Centro de mecanizado CNC            |
| MILLTRONICS RH20                     | Combina una cabeza de centro mecanizado con un husillo de alto rendimiento y un somier de molino | Centro de mecanizado CNC            |
| MORI SEIKI DURA TURN                 | Máquina herramienta                                                                              | Centro de mecanizado CNC            |
| MORI SEIKI DURA VERTICAL             | Máquina herramienta                                                                              | Centro de mecanizado CNC            |
| MORI SEIKI NT3150                    | centro de giro multieje y moledura                                                               | Centro de mecanizado CNC            |
| DTM Sinterstation 2500               | Máquina de sinterizado selectivo por láser                                                       | Prototipaje rápido                  |
| DTM Vanguard HS                      | Máquina de sinterizado selectivo por láser                                                       | Prototipaje rápido                  |
| SLA-7000                             | Colado por vacío                                                                                 | Prototipaje rápido                  |
| Renishaw 5/01 vario vac              | sistemas de fundición de vacío con control PLC                                                   | Rapid Tooling                       |
| Renishaw 5/04 vario vac              | máquina de colado por vacío                                                                      | Rapid Tooling                       |
| Alpha Laser AC-200                   | corte y la soldaduras de metales por láser (microcorte láser)                                    | Procesos especiales                 |
| Matsuura LX-5AX                      | centro de mecanizado vertical (micromecanizado)                                                  | Procesos especiales                 |
| ONA TECHNO H-300                     | electroerosión de hilo y penetración                                                             | Procesos especiales                 |
| ONA UE-250                           | electroerosión de hilo y penetración                                                             | Procesos especiales                 |
| Mitutoyo BHN 710                     | medida directa por coordenadas para la digitalización mediante palpado continuo                  | Metrología y Desarrollo de Producto |
| Mitutoyo Quick Vision                | medida de piezas por coordenadas (MMC)                                                           | Metrología y Desarrollo de Producto |
| Taylor Hobson Form Talysurf Series 2 | medición de rugosidad mediante un perfilómetro                                                   | Metrología y Desarrollo de Producto |
| Taylor Hobson Talyround              | instrumento totalmente automatizado de cilindricidad / redondez                                  | Metrología y Desarrollo de Producto |

## Asociaciones
- Entidad gestora de Xartap.[15]
- Miembro fundador de ACT (Associació de Centres Tecnològics).